# Polikarpov I-16
El Polikarpov I-16 (en ruso: И-16) fue un caza de fabricación soviética; de diseño revolucionario, fue el primer monoplano con ala cantilever y con tren de aterrizaje retráctil.
El I-16 fue introducido a mediados de la década de 1930 y formó la espina dorsal de la Fuerza Aérea Soviética al inicio de la Segunda Guerra Mundial. Tuvo una actuación destacada en la segunda guerra sino-japonesa, en la Batalla de Jaljin Gol entre soviéticos y japoneses, y en la guerra civil española, donde fue llamado Mosca por el bando republicano y Rata por el Franquista. El apodo que le dieron los finlandeses al I-16 fue Siipiorava («ardilla voladora»).
Aunque de apariencia poco corriente, con un fuselaje pequeño que parecía influido por el avión de caza monoplano estadounidense Boeing P-26 Peashooter de 1932, el Polikarpov I-16 era un diseño excelente. Sin embargo, pronto quedó obsoleto frente a rivales como el Messerschmitt Bf 109 a partir de su variante 109E y fue sustituido por otros modelos.

## Desarrollo
Nikolái Polikárpov fue el diseñador soviético de cazas y de tipos análogos más importante en el periodo anterior a la Segunda Guerra Mundial. A finales de 1929, Polikárpov y sus colegas, acusados de sabotaje a causa del retraso en el programa de desarrollo de un nuevo caza, fueron encerrados en una prisión especial para crear el que más tarde sería el I-5, el caza normalizado de aquella época y del que derivaría el excelente I-15 o Chato.
Como compañero monoplano y más veloz del lento, pero ágil, biplano I-15, Polikárpov ideó el I-16. Con su diseño se inició en los años 1933-34 una nueva etapa en la construcción aeronáutica: la sustitución del biplano atirantado y alambrado, con tren de aterrizaje fijo, por el veloz monoplano cantilever de tren retráctil. Aunque a nivel internacional, la existencia del I-16 sería mantenida en secreto durante algunos años, más exactamente hasta la guerra civil española, si excluimos su fugaz aparición en la exhibición de Milán de 1935, el primer vuelo del prototipo tuvo lugar el 31 de diciembre de 1933, cuando, con el piloto Valeri Chkálov a los mandos, alcanzó una velocidad de 360 km/h.
El aparato, conocido por la designación TsKB-12, estaba equipado con un motor Shvetsov M-22 (que no era otro que el Bristol Jupiter 9ASB construido bajo licencia en la URSS) de nueve cilindros en estrella y una potencia de 483/550 hp; después el Wright Cyclone SR-1820 F3, adaptado al sistema métrico. Su armamento lo componían dos ametralladoras ShKAS de 7,62 mm montadas fijas en las alas. Tal tipo de arma, desarrollada por los ingenieros Shpitalny y Komaritsky, tenía un peso de 10 kg y una cadencia de fuego de unos 1600 disparos por minuto, lo que hacía de ella la ametralladora ligera para avión de mayor cadencia de fuego de su época.
El 18 de febrero de 1934, siete semanas después del vuelo inaugural del TsKB-12, volaba el segundo prototipo TsKB-12bis, dotado de un motor estadounidense Wright Cyclone SR-1820-F3 que desarrollaba una potencia de 725 cv al despegue. Con 450 km/h de velocidad, era más rápido que cualquier otro avión de caza en servicio en el mundo.
Siendo los ensayos de los prototipos particularmente satisfactorios, ese mismo año 1934 se inició la fabricación en serie del I-16, para el que se produjo el motor Shvetsov M-25 (versión rusa del Cyclone). Una limitada serie del I-16 Tipo 1 fue seguida paulatinamente de las versiones 4, 5, 6 y 10. Las primeras entregas a las unidades de caza se efectuaron a finales de 1934 y su primera aparición en público tuvo lugar en el gran desfile militar del 1 de mayo de 1935. La producción corrió a cargo de las fábricas GAZ-1 de Moscú y GAZ-21 de Gorki.
Monoplano en voladizo de líneas aerodinámicas, el I-16 tenía una estructura construida en madera y metal. Elegido el empleo de una construcción mixta, para no hacer de él una máquina pesada, se adoptó para el fuselaje un casco de madera y para las alas y superficies de cola una estructura metálica. El fuselaje, de sección circular en sus dos extremos y ovoidal en las partes intermedias, estaba construido en dos mitades divididas verticalmente, comprendiendo cada mitad cuatro largueros y once semicuadernas de pino; el conjunto estaba revestido por láminas encoladas de abedul, en bandas diagonales, a excepción del motor, cuyo carenado era metálico.
El ala, construida en tres secciones (una central ensamblada al fuselaje y dos exteriores unidas a la primera en cuatro puntos), era de tipo cajón, estando estructurada por dos largueros de aleación de acero al cromo-molibdeno y costillas de duraluminio; de este último material era también la plancha curvada que formaba el borde de ataque. Un larguero auxiliar servía para fijar los alerones, del tipo de hendidura y con gran envergadura, que asumían a la vez la función de flaps de aterrizaje adoptando un ángulo de 15 grados en la aproximación a tierra; dichos alerones estaban construidos a base de pequeñas cuadernas perforadas de duraluminio. El conjunto alar, salvo el borde de ataque, iba revestido de tela. Los empenajes de cola, cuyos timones no estaban compensados, adoptaban una estructura similar a la de los alerones.
El tren de aterrizaje, con sus unidades principales retráctiles, era accionado por un mando mecánico manual; las ruedas estaban provistas de amortiguadores oleoneumáticos y frenos, poco eficaces unos y otros. Las primeras versiones contaban con un patín de cola que, en las finales, fue sustituido por una pequeña rueda.
En los aviones de las primeras series, la cabina era cerrada, con la cristalera (incluido el parabrisas) deslizable hacia delante, sin ser obstáculo el visor de tiro (un colimador tubular Aldis) que emergía de un orificio practicado en el parabrisas; mas la tendencia de los pilotos a volar con la cabina abierta, a favor de una mejor visibilidad, recomendó su ulterior sustitución por otra abierta y de cristalera menor y fija. Para facilitar el acceso, la cabina tenía en el costado de babor un panel abatible. El instrumental en los I-16 de las primeras series era bastante incompleto (brújula, reloj-cronómetro, altímetro, variómetro e indicador de guiñada, y un indicador de temperatura de aceite); pero, a cambio, el respaldo del asiento del piloto iba protegido por blindaje.
La hélice empleada era una AV-1 metálica, de dos palas y dos posiciones, ajustable en tierra y de 2,80 m de diámetro. El buje de la hélice varió con las versiones, siendo pequeño y redondeado en los Tipo 5, ligeramente afilado en los Tipo 6, 10 y 17, e inexistente en las versiones UTI. En los últimos Tipo 18 y 24 se adoptó la hélice de paso variable AV-2, con contrapesos, y un buje semiesférico.
Todos sus pilotos coincidían en afirmar que este avión poseía excelentes cualidades de maniobrabilidad, con un radio de viraje particularmente corto para un monoplano, si bien su estabilidad longitudinal no era muy buena y resultaba delicado de manejar al despegue y en las tomas de tierra, lo que hacía de él un aparato difícil especialmente para los pilotos bisoños. Esta fue la causa de un importante número de accidentes en los días de las primeras entregas a las unidades de caza soviéticas, y una de las víctimas acabaría siendo el piloto Valeri Chkálov, el primero en volar el I-16, fallecería al estrellarse a bordo de un I-180, una versión del mismo.

## Historia operacional

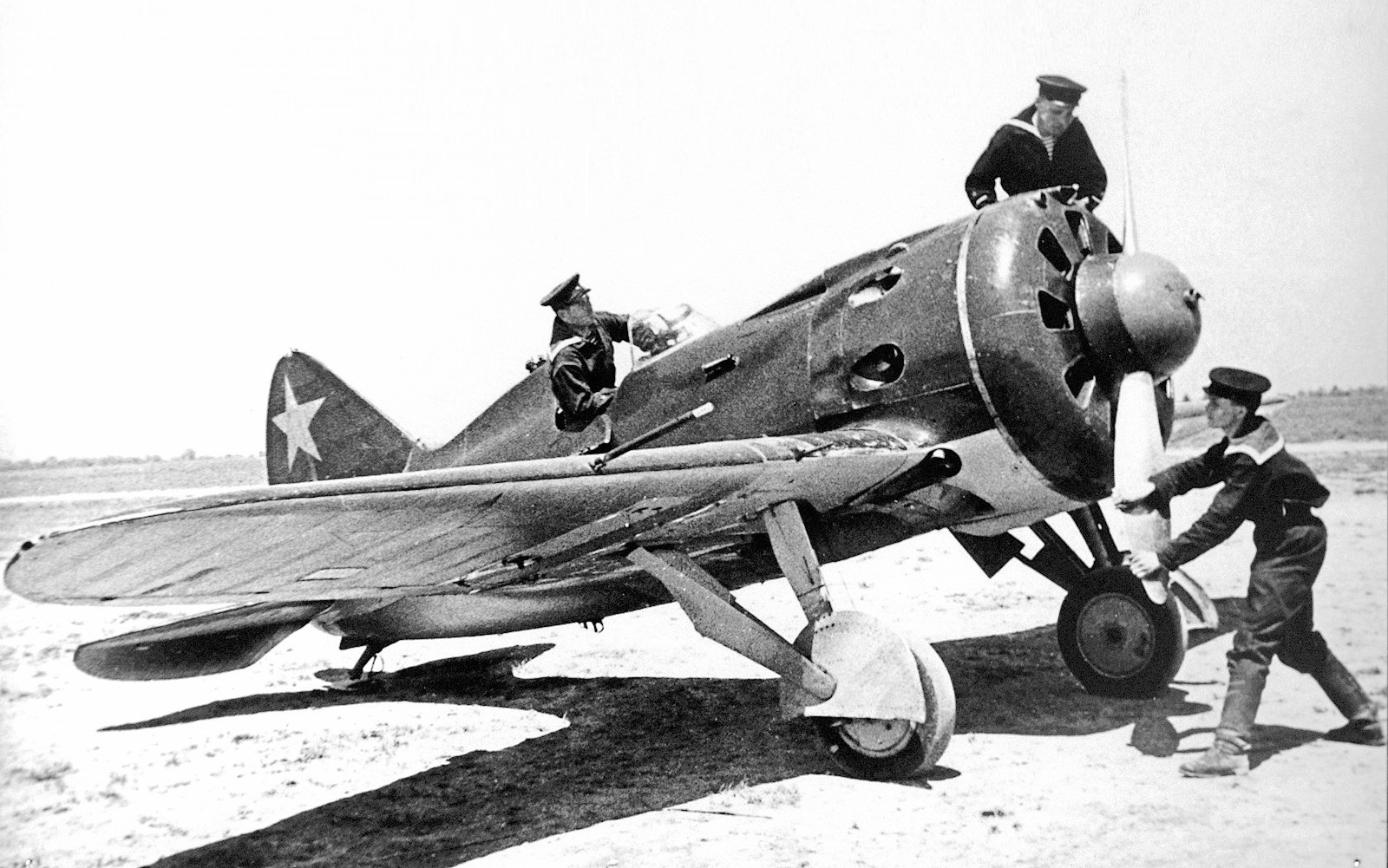
I-16 soviético en 1939.

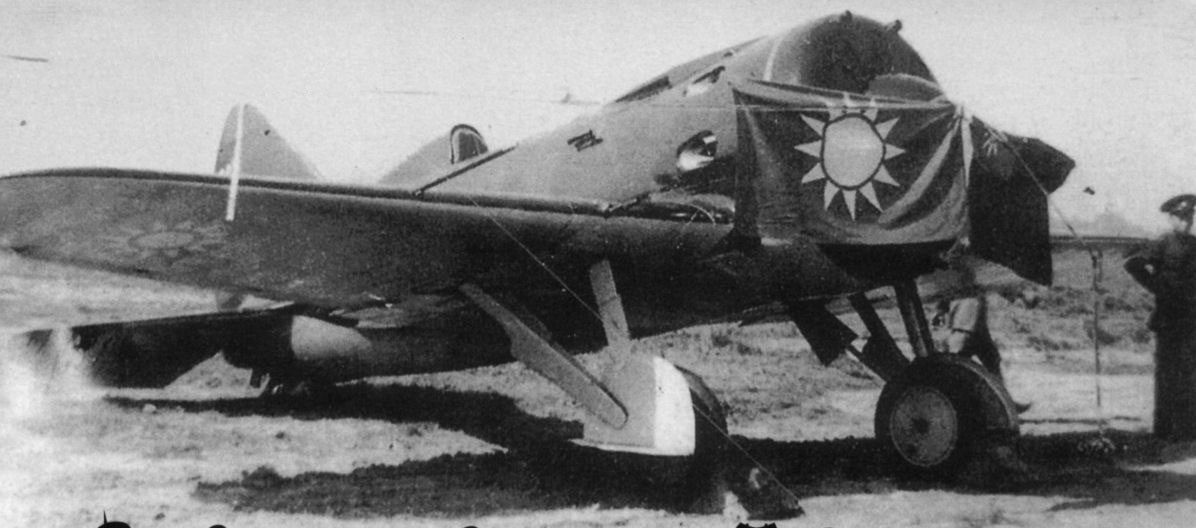
I-16 chino, pilotado por pilotos chinos y voluntarios soviéticos.

El I-16 entró en servicio en las V-VS (o más correctamente V-VSRKKA, siglas de Voyenno-Vozdúshnye Sily Raboche-Krestyánskoy Krásnoy Ármii (Fuerzas Aéreas del Ejército Rojo de Obreros y Campesinos)) a fines de 1934. Tuvo su bautismo de fuego en España, donde fue uno de los mejores cazas que combatieron en el conflicto civil desde julio de 1936 hasta abril de 1939.
Fue el caza estándar de las fuerzas aéreas soviéticas durante la segunda mitad de la década de 1930. Como tal, entró en combate durante los incidentes fronterizos con los japoneses, que tuvieron lugar en Extremo Oriente a mediados de 1939, y durante la invasión de Polonia en septiembre de ese año. Fue empleado en gran número hasta 1942, puesto que al producirse el ataque alemán a la URSS, los nuevos modelos de cazas soviéticos no estaban en servicio en cantidad suficiente.
El I-16 también tomó parte en la Guerra de Invierno entre la URSS y Finlandia en 1939-1940, siendo algunos ejemplares capturados por los finlandeses y usados por estos. Así, los azares de la historia lo hicieron combatir en dos bandos opuestos cuando, con las insignias finlandesas, hubo de enfrentarse a sus semejantes soviéticos.
Aparte de sus actividades en la Unión Soviética y en España, este avión combatió contra los japoneses bajo pabellón chino. A finales de 1937, poco después de iniciada la segunda guerra sino-japonesa, China firmó un pacto de no agresión con la Unión Soviética, que incluía cláusulas secretas que prometían a los chinos armas, munición y aviones. Así, se suministraron I-16 de diversas variantes a China, incluyendo biplazas UTI, junto con pilotos voluntarios y asesores. Los I-16 combatieron en China hasta 1943 al menos, en términos de igualdad con respecto a los Mitsubishi A5M y Nakajima Ki-27 (y con abrumadora superioridad sobre los restantes tipos japoneses), hasta la aparición del Mitsubishi A6M Zero en 1940. Este último demostró ser mejor que el I-16 virtualmente en todos los aspectos.
En total, la producción del I-16 superó las 7000 unidades, divididas en gran número de versiones.
A lo largo de su vida fue conocido bajo diversas denominaciones: “Yastrebok” (aguilucho) en su país de origen, “Mosca” o “Rata" en España, “Abu” (tábano) por los japoneses y “Dienstjäger” (caza jubilado) por los alemanes. Pero, al final, en la Fuerza Aérea soviética era denominado cariñosamente “Ishak” (burrito).

### El I-16 en España

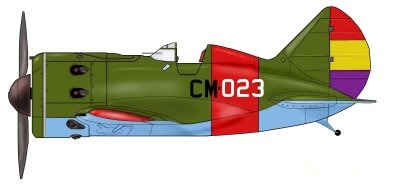
Dibujo del I-16 N.º. CM-023 pilotado por F.G.Tinker en el Escuadrón de Moscas de la Fuerza Aérea Republicana durante la guerra civil española, con el que derribó dos Bf 109B alemanes de la Legión Cóndor.

Con la llegada al puerto de Cartagena del buque mercante soviético Rostok, en octubre de 1936, se iniciaban las entregas a las Fuerzas Aéreas de la República Española (FARE) de los I-16, cuyo total puede ser calculado en unos 200 de los Tipos 5, 6 y 10 (estos últimos conocidos como “Super Moscas”, llegados a partir de marzo de 1938), incluidos cuatro biplazas de entrenamiento UTI-4.
Volados en principio por pilotos soviéticos, como unidades independientes, fueron más tarde encuadrados en el Grupo n.º 21 de Caza de las FARE. Dicho grupo, normalmente constituido por seis escuadrillas, ampliadas a siete durante la batalla del Ebro, englobaba personal soviético, español y procedente de las Brigadas Internacionales. Pero en las etapas finales de la contienda, las tripulaciones estaban formadas enteramente por personal español.
Las primeras actuaciones de los I-16 en España tuvieron por escenario el frente de Madrid y el frente Norte, en octubre y noviembre de 1936. En combate, se mostraron capaces incluso de hacer frente a las primeras versiones del Messerschmitt Bf 109 y muy superiores a los Fiat CR.32 y a los Heinkel He 51.
El I-16 recibió en las FARE gubernamentales el nombre de "Mosca", se dice que debido a una inscripción del nombre de Moscú (Москва) en cirílico que venía en sus cajas de embalaje,  el parecido en pronunciación y en aspecto a la palabra en castellano "Mosca" da origen al apodo; por parte del bando franquista se le apodó como “Rata” durante los bombardeos iniciales a Madrid, dicen que por la característica forma de volar de los pilotos soviéticos, que se mantenían a baja altura, siguiendo el contorno del terreno y se lanzaban sobre sus blancos en el último momento. Esta táctica, más el camuflaje gris con el que iban pintados los primeros aparatos (luego se cambió por uno verde), más su corto tamaño, hizo que en el bando franquista se dijera que los I-16 "salían de las alcantarillas como las ratas".  
Para mejorar las prestaciones a gran altitud, los españoles modificaron varios aparatos del Tipo 10, instalándoles un motor estadounidense Wright Cyclone R-1820-F54 de 775 hp y un primitivo equipo de oxígeno. Estos aviones así modificados prestaron servicio en la 4.ª Escuadrilla del Grupo n.º 21 que, por las mascarillas de oxígeno que empleaban los pilotos (poco más que un simple tubo de caucho), recibió el sobrenombre de “Escuadrilla del Chupete”. Uno de los problemas que causaba operar a gran altura era que las ametralladoras se congelaban y no funcionaban, lo que se solucionó con un sistema de calefacción que desviaba el aire caliente del motor hacia las armas.
Avanzada la guerra se procedió a su construcción en la fábrica SAF-15 de Alicante, adonde se había trasladado la maquinaria de la antigua Hispano-Suiza de Guadalajara; de esta producción, muy pocos entraron en servicio antes de la conclusión del conflicto.
Finalizada la guerra fueron recuperados en estado de vuelo 22 “Mosca” que, designados 1W ( y más tarde C.8) por el Ejército del Aire, pasaron a constituir el Grupo n.º 26 dentro del Regimiento de Caza n.º 22. Estos aviones, con base primero en Baleares, recibieron la numeración del 1W-1 al 1W-21; otros 30, montados en Jerez de la Frontera después de acabada la guerra, bajo la dirección del ingeniero Luis Arias, fueron numerados a continuación del 1W-23 al 1W-52, siendo reunidos todos los 1W en Tablada (Sevilla). Algunos de estos aparatos permanecieron en servicio hasta 1953.

## Variantes

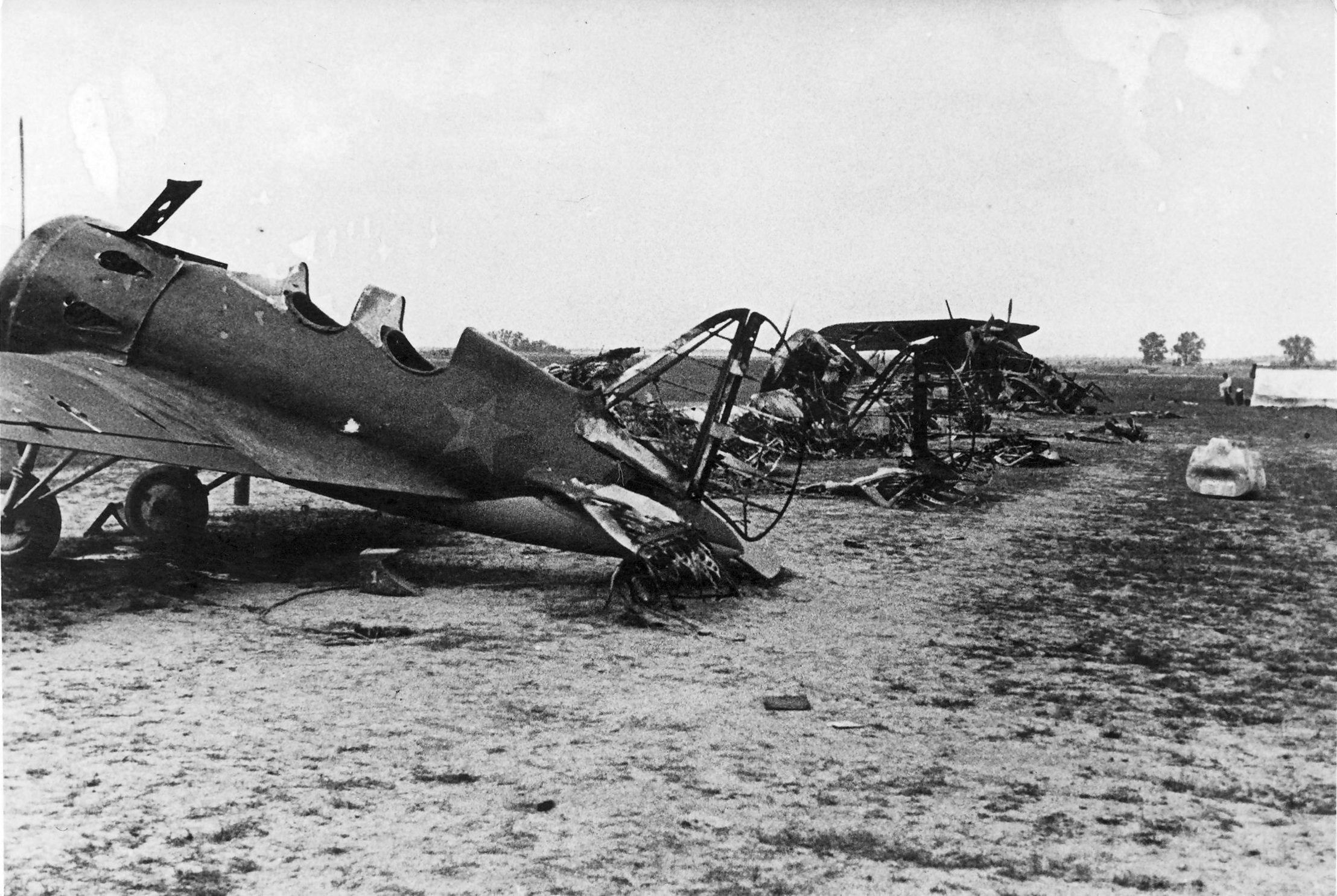
Biplaza UTI-4 (versión de entrenamiento) parcialmente destruido durante la Operación Barbarroja en 1941, Rusia.

I-16 (TsKB-12)
Prototipo de 1933 con motor radial refrigerado por aire M-22 de 450/480 cv.
I-16 (TsKB-12bis)
Segundo prototipo de 1934 con motor Wright Cyclone SR-1820-F3 de 712 cv.
I-16 Tipo 1
Versión de serie de 1934 del primer prototipo, con motor M-22 y un armamento de dos ametralladoras de 7,62 mm; construido en una corta serie.
I-16 Tipo 1/Zveno
Utilizado en 1935 en pruebas experimentales de avión parásito del sistema “Zveno 6” (dos aviones I-16 suspendidos bajo las alas de un bombardero TB-3).
I-16 Tipo 4
Año 1934, provisto de motor M-25 que accionaba una hélice bipala metálica y armado con dos ametralladoras ShKAS de 7,62 mm más 200 kg de bombas; construido en pequeña serie.
I-16 Tipo 5
Año 1935, similar al Tipo 4, pero con un peso total incrementado a 1460 kg y espesor del blindaje del asiento del piloto aumentado de 8 a 9 mm; construido en serie.
I-16 Tipo 5
Año 1935, con tren de aterrizaje fijo; ejemplar experimental.
I-16 Tipo 5 Sturmovik
Año 1936, versión experimental de ataque a tierra dotada con seis ametralladoras ShKAS bajo las alas, disparando en un ángulo de 10 grados hacia el suelo; construidos dos ejemplares.
I-16 Tipo 5/Zveno
Año 1935, nuevo experimento de avión parásito probado con sistema “Zveno Aviamatka” (un bombardero TB-3 con dos I-5, más dos I-16 y un I-Z).
I-16 Tipo 1/Zveno
Año 1937, variante de las experiencias anteriores dentro del nuevo sistema “Zveno SPB” (bombardero TB-3 más dos I-16 con dos bombas FAB-250).
I-16 Tipo 6
Año 1937, modelo similar al Tipo 5, pero con un motor M-25A de 730 hp y pequeños cambios estructurales; algunos de los aparatos de esta versión enviados a España y fueron provistos del motor estadounidense Wright Cyclone F.54 de 775 cv.
I-16 Tipo 6
Año 1937, con tren fijo de esquíes; para las operaciones invernales fue desarrollada esta versión con un nuevo tipo de tren de aterrizaje fijo que sustituía las ruedas y el patín de cola por otros tantos esquíes; construido en serie.
I-16 Tipo 10
Año 1937, desarrollo de los Tipos 5 y 6 con motor M-25B de 750 cv a 3000 m y armamento incrementado a cuatro ametralladoras ShKAS de 7,62 mm, dos de las cuales iban instaladas sobre el motor; construido en gran serie, adoptaba ya el tipo de cabina abierta y empezaba a sustituir el colimador tubular de puntería por un rudimentario colimador de reflexión PBP-1.
I-16 Tipo 10
Año 1937, con esquíes; algunos ejemplares de la versión anterior fueron modificados para las operaciones invernales, dando lugar a la construcción de una amplia serie.
I-16 Tipo 10 (motor Cyclone)
Año 1938; varias células del Tipo 10 fueron provistas del motor Wright Cyclone R-1820-F54.
I-16 Tipo 10 (motor M-25B TK)
Año 1939, versión provista del turbocompresor TK-1 para una mejor actuación a grandes altitudes; construido en serie.
I-16 Tipo 17
Año 1938, desarrollo del Tipo 10 al que se agregaron algunas mejoras de construcción y cuya principal diferencia residía en su armamento, compuesto por dos ametralladoras ShKAS de 7,62 mm y dos cañones ShVAK de 20 mm en las alas; esta versión fue construida en gran serie.
I-16 Tipo 18
Año 1938, desarrollo del Tipo 10 con un motor M-62 con supercompresor de dos etapas y 920 cv de potencia; disponía de un depósito principal con capacidad para 225 l de combustible y de otros dos de 100 l cada uno, conservando el armamento de cuatro ametralladoras ShKAS.
I-16 Tipo 24 (motor M-25E)
Año 1939, desarrollo del Tipo 17 con motor M-25-25E de 800 cv; construido en serie.
I-16 Tipo 24 (motor M-62)
Año 1939,  desarrollo de los Tipos 10 y 18 con motor M-62 que, con hélice bipala metálica AV-2, desarrollaba una potencia de 1000 cv al despegue y 800 cv a 4265 m; su armamento podía estar compuesto por dos ametralladoras ShKAS y dos cañones ShVAK, o dos ametralladoras ShKAS y dos Berezin BS de 12,7 mm, o 4 ametralladoras ShKAS y una BS, además de una carga de 200 kg de bombas, cohetes o depósitos suplementarios de combustible.
I-16 Tipo 24 (motor M-62 TK)
Año 1939, variante con motor M-62 provisto de turbocompresor TK-1 para grandes altitudes; construido en serie.
I-16 Tipo 24 (motor M-63)
Año 1939, modificación del Tipo 24 con el motor M-63 de 821 kW (1100 cv) al despegue, que alcanzó en pruebas una velocidad de 525 km/h; construido en serie.
I-16 Tipo 24 (motor M-63 TK)
Año 1939, variante con motor M-63 provisto de turbocompresor TK-1; construido en serie.
I-16 Tipo 29
Año 1939, desarrollo a partir del Tipo 24, finalmente abandonado a favor de diseños de cazas de nueva generación.
CKB-18
Año 1939, máquina experimental de ataque al suelo, desarrollada a partir del I-16 Tipo 1; llevaba la cabina del piloto blindada y un armamento compuesto por cuatro ametralladoras PV-1 de 7,62 mm montadas en el fuselaje, con un ángulo de tiro inclinado hacia abajo, y dos armas similares en las alas, bajo las que podían llevarse dos bombas de 50 kg.
SPB (TsKB-29)
Años 1936-39, paralelamente al desarrollo del I-16 como caza, se consideró la conveniencia de su adaptación como avión de ataque al suelo y bombardero en picado; después de diversas experiencias, en las que se estudiaron un sistema de frenos en picado y otras modificaciones, se probó un Tipo 24, armado con dos cañones y cuatro ametralladoras, al que se le acoplaron soportes bajo las alas para dos bombas de 250 kg.
I-16 Tipo P
Año 1936, avión experimental para las pruebas de los nuevos cañones ShVAS de 20 mm; era un Tipo 4 impulsado por motor Wright SCR-1820-F3 Cyclone de 537 kW (770 hp).
I-16 Tipo P (TsKB-12 P)
Año 1938, I-16 del Tipo 10 probado como avión de ataque al suelo, al que le fueron sustituidas las ametralladoras del capó por dos cañones ShVAK de 20 mm, con lo que totalizaba cuatro armas de este tipo y calibre, siendo el primer avión en el mundo dotado con cañones de 20 mm sincronizados con el paso de la hélice; no fue utilizado operacionalmente.
I-16 SP
Modificación del modelo anterior, de la que no hay datos.
UTI-4
Año 1935, versión biplaza en tándem para entrenamiento, basada en el Tipo 5; carecía de armamento y contaba con un tren de aterrizaje fijo.
UTI-4
Año 1937, similar al anterior, pero derivado del Tipo 6; también desprovisto de armamento y con tren fijo.
I-16 UTI (UTI-4)
Año 1937, biplaza de escuela y entrenamiento correspondiente al Tipo 10; tenía el tren de aterrizaje retráctil y dos ametralladoras en las alas, siendo utilizado también en misiones de reconocimiento.

## Operadores
Alemania nazi

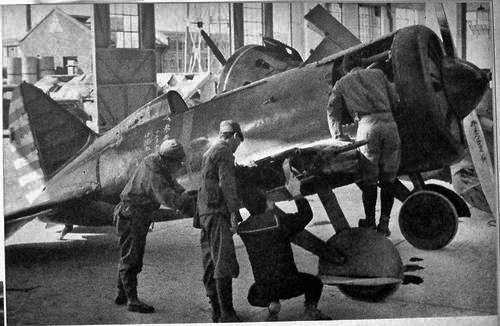
Ingenieros aeronáuticos del Ejército Imperial Japonés inspeccionan un I-16 capturado al Ejército Nacional Revolucionario de China durante la Batalla de Nankín en 1937.

- Luftwaffe: utilizó aviones capturados a la Unión Soviética.

 China
- Fuerza Aérea Nacionalista China

 Segunda República Española
- Fuerzas Aéreas de la República Española

 España
- Aviación Nacional/Ejército del Aire de España: Aviones I-16 y UTI-4 capturados al bando republicano, devueltos por el gobierno francés y 30 fabricados en Jerez de la Frontera. Los I-16 continuaron en servicio hasta 1952.
  - Grupo 1-W
  - 26.º Grupo
  - Escuela de cazas de Morón
- En la actualidad, se conserva un I-16 en condiciones de vuelo; es propiedad de la Fundación Infante de Orleans (FIO), tras ser recuperado en el año 2005.

 Finlandia
- Fuerza Aérea Finlandesa: operó aviones capturados a la Unión Soviética.

 Mongolia
- Aviación del Ejército Popular Mongol: usó un I-16 para entrenamiento.

 Polonia
- Fuerza Aérea Polaca: operó un avión I-16 (el 1 Pulk Lotnictwa Myliwskiego) y dos UTI-4 (los 15 Samodzielny Zapasowy Pulk Lotniczy y Techniczna Szkola Lotnicza.[8]

 Unión Soviética
- Fuerzas Aéreas Soviéticas

## Supervivientes

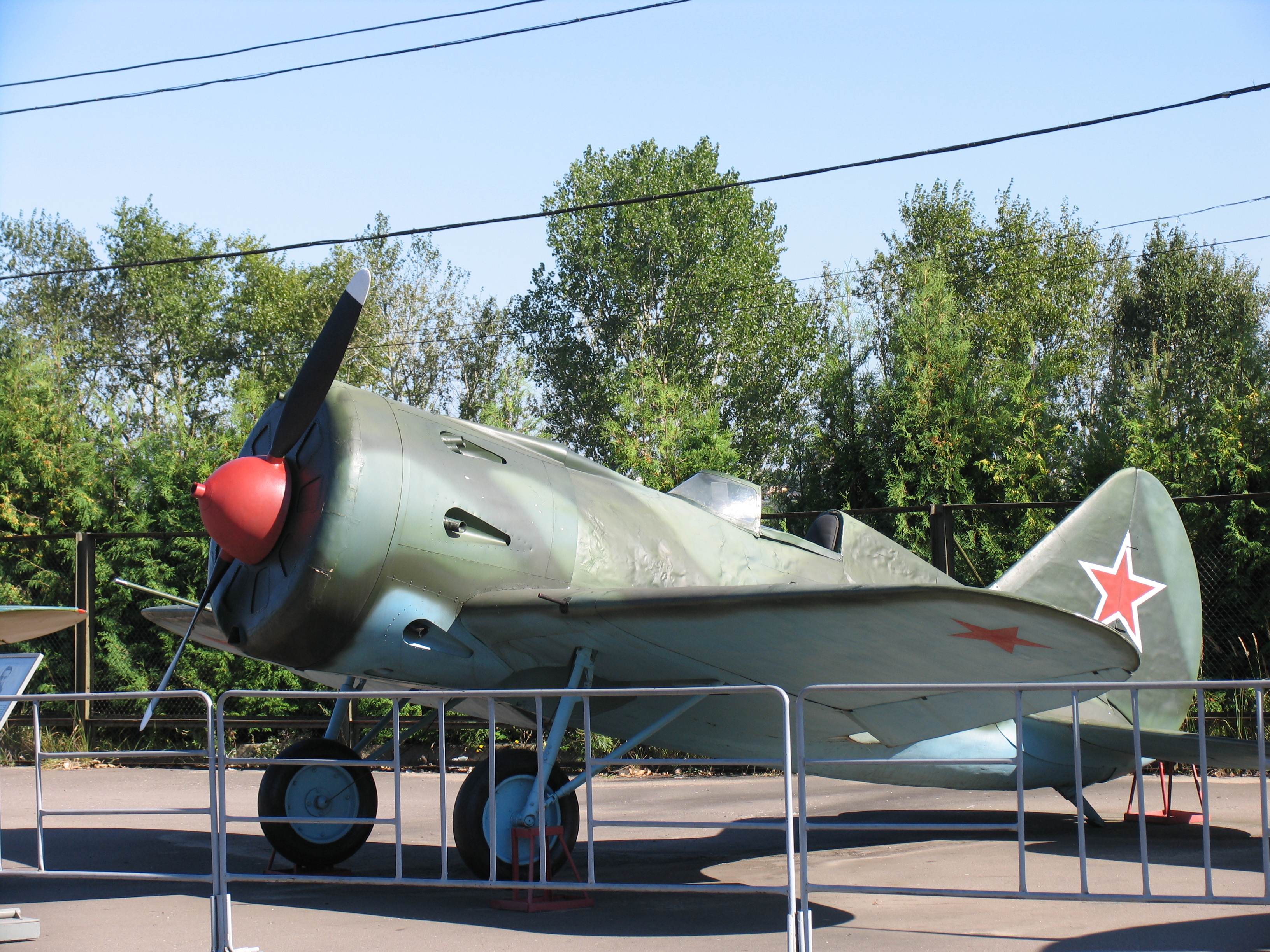
I-16 expuesto en el Museo de la Gran Guerra Patria de Moscú.
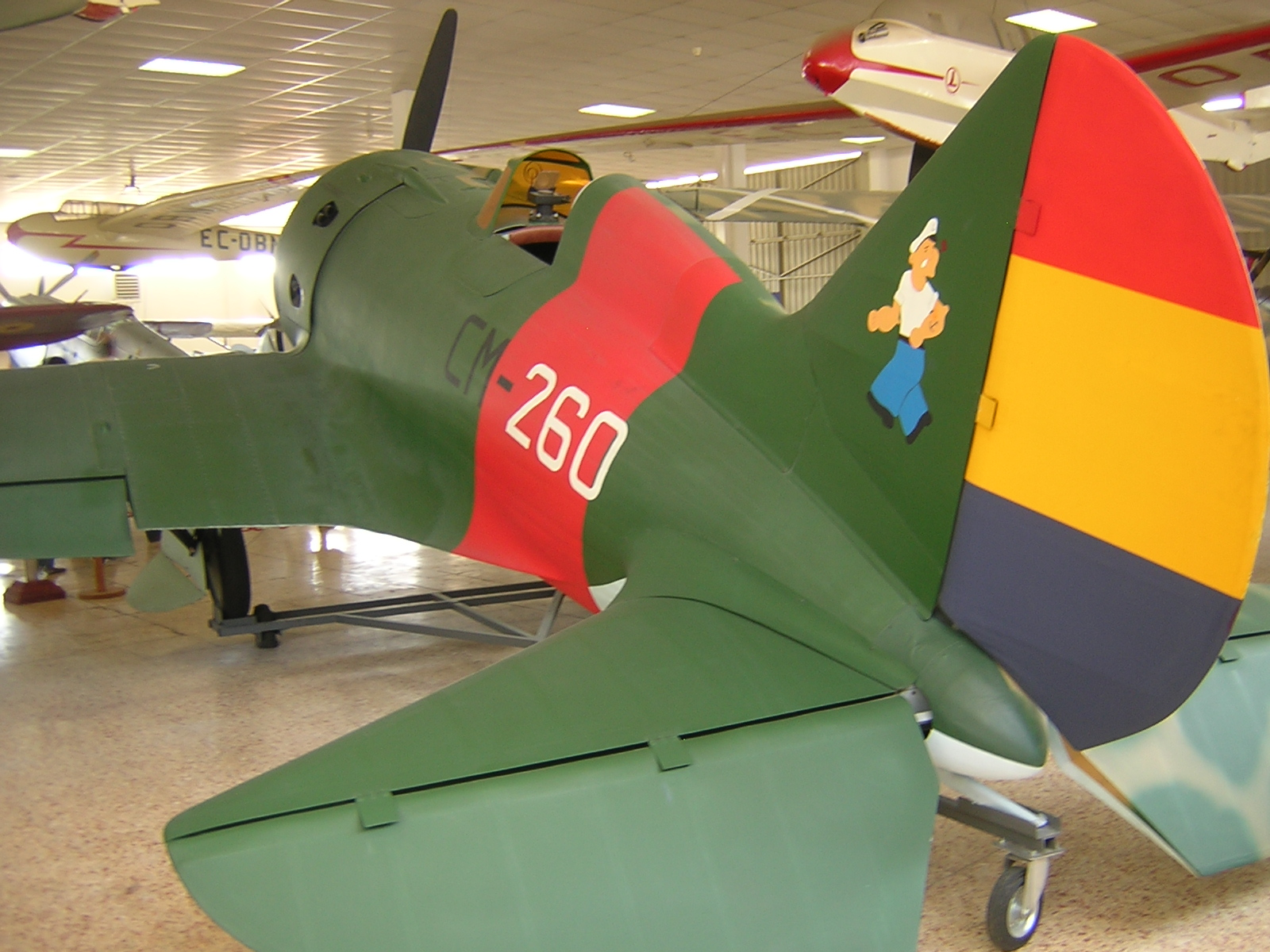
I-16 Mosca expuesto en el Museo de Cuatro Vientos en Madrid, procedente de Nueva Zelanda, de fabricación soviética, fue reconstruido a partir de los restos recuperados en 1992 junto al lago Kokkojärvi.
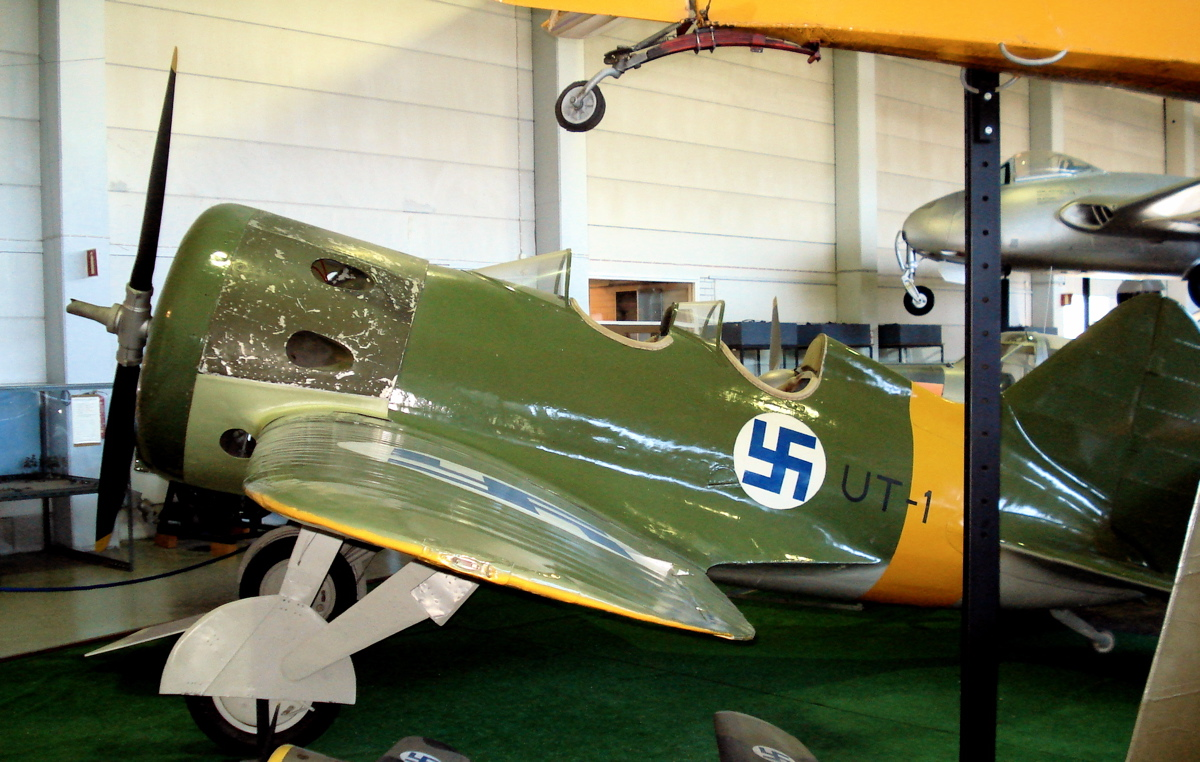
Biplaza UTI-4 con insignias de la Fuerza Aérea Finlandesa expuesto en el Museo de la Aviación de Helsinki.

## Especificaciones (I-16 Tipo 24)
Referencia datos: 

### Características generales
- Tripulación: Uno (piloto)
- Longitud: 6,1 m (20,1 ft)
- Envergadura: 9 m (29,5 ft)
- Altura: 3,3 m (10,7 ft)
- Superficie alar: 14,5 m² (156,1 ft²)
- Peso vacío: 1490 kg (3284 lb)
- Peso cargado: 1941 kg (4278 lb)
- Peso máximo al despegue: 2095 kg (4617,4 lb)
- Planta motriz: 1× radial sobrealimentado y refrigerado por aire Shvetsov M-63.
  - Potencia: 820 kW (1131 HP; 1115 CV)
- Hélices: Bipala metálica

### Rendimiento
- Velocidad máxima operativa (Vno): 525 km/h a 3000 m
- Alcance: 700 km (con tanques de combustible auxiliares)
- Techo de vuelo: 9700 m (31 824 ft)
- Régimen de ascenso: 14,7 m/s (2894 ft/min)
- Carga alar: 134 kg/m² (27,4 lb/ft²)
- Potencia/peso: 346 W/kg
- Tiempo de ascenso: 5000 m en 5,8 min

### Armamento
- Ametralladoras: 

  - 2x ShKAS de 7,62 mm encima del motor

- Cañones: 

  - 2x ShVAK de 20 mm en las alas
- Otros: 

  - 6x cohetes RS-82 o hasta 500 kg de bombas

## Aeronaves relacionadas

### Desarrollos relacionados
- Polikarpov I-5
- Polikarpov I-15
- Polikarpov I-153
- Polikarpov I-180

### Aeronaves similares
- Gee Bee R-1
- Brewster Buffalo
- Seversky P-35
- Fiat G.50
- Macchi MC.200
- Nakajima Ki-27

### Secuencias de designación
- Secuencia I-_ (Cazas de Polikarpov): ← I-6 - I-5 - I-15 - I-16 - I-15bis/I-152 - I-153 - I-17 →
- Secuencia I-_ (Cazas soviéticos): ← I-13 - I-14 - I-15/I-15bis - I-16 - I-17 - I-18 - I-21 →
- Secuencia Numérica (Aeronaves del Ejército del Aire español, 1939-1945): 1 - 1W - 2 - 2W - 3 →
- Secuencia C._ (Aeronaves de Caza del Ejército del Aire español, 1945-1954): ← C.5 - C.6 - C.7 - C.8 - C.9 - C.10 - C.11 →